# Duany Plater-Zyberk & Company
Duany Plater-Zyberk & Company (DPZ) è uno studio di architettura e urbanistica fondato nel 1980 da Andrés Duany ed Elizabeth Plater-Zyberk. Lo studio è specializzato nella progettazione urbana secondo i principi del New Urbanism.

## Premi
I progetti di DPZ hanno vinto numerosi premi, tra i quali anche due National AIA Awards, il Thomas Jefferson Award, il Vincent Scully Prize e due Governor's Urban Design Awards for Excellence.
Nel 1989, Time Magazine selezionò il progetto di Seaside come uno dei 10 progetti “Best of the Decade”.

## Uragano Katrina
In seguito agli uragani Katrina e Rita, lo studio DPZ lavorò per la ricostruzione producendo piani sia a livello regionale che alla scala di vicinato e linee guida per la ricostruzione.